# Adelphicos sargii
Adelphicos sargii е вид влечуго от семейство Dipsadidae. Видът не е застрашен от изчезване.

## Разпространение и местообитание
Разпространен е в Гватемала и Мексико.
Обитава гористи местности и склонове в райони с тропически климат.

## Описание
Популацията на вида е стабилна.